# Der Engel Esmeralda

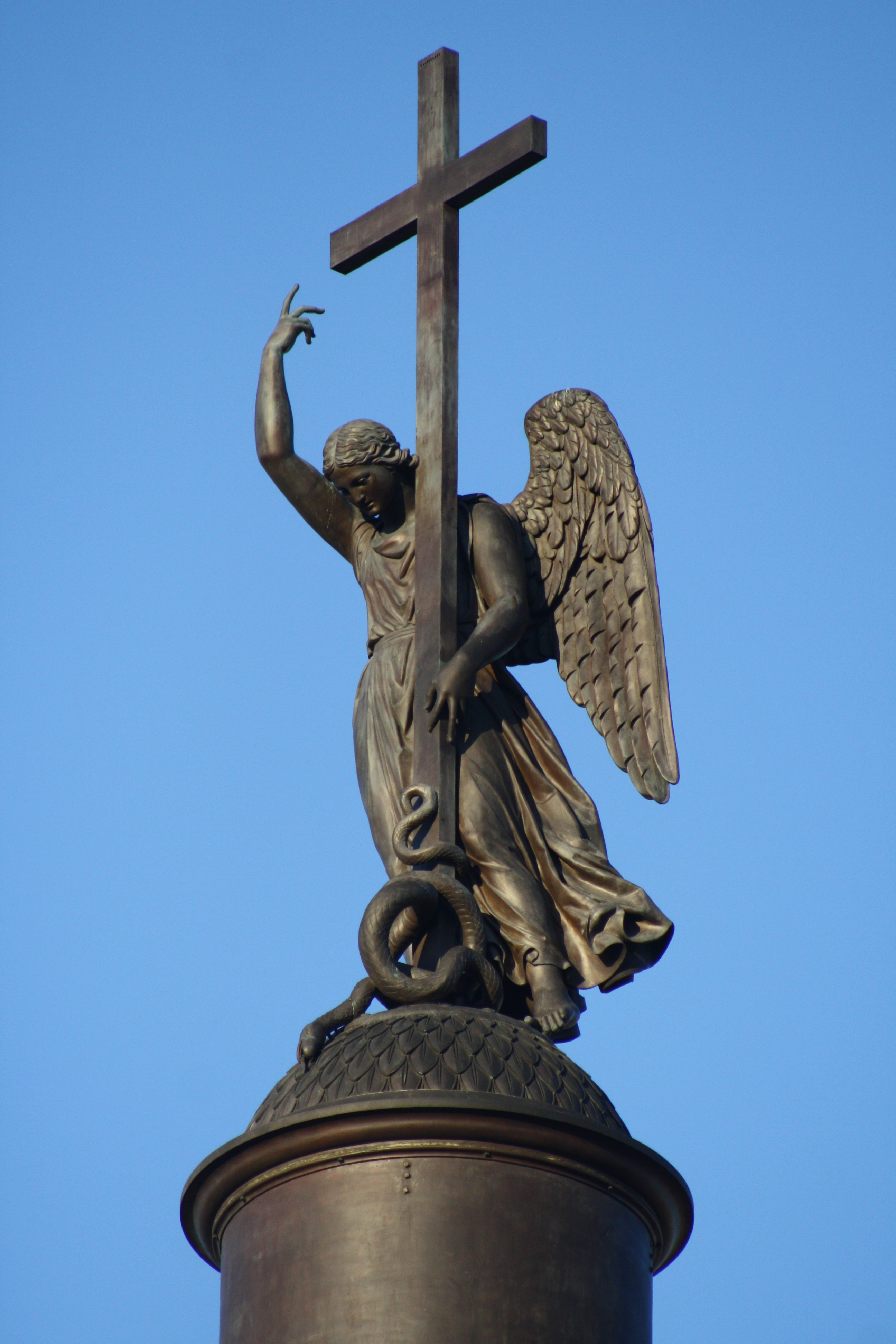
Die Engelsstatue von Boris Orlowski auf der Alexandersäule in Sankt Petersburg wird auf dem Cover der englischen und deutschen Erstausgabe abgebildet

Der Engel Esmeralda (englischer Originaltitel: The Angel Esmeralda) ist eine Erzählsammlung des amerikanischen Schriftstellers Don DeLillo. Sie besteht aus neun Erzählungen, die zwischen 1979 und 2011 erstveröffentlicht wurden. Die Buchausgabe erschien im Jahr 2011 bei Charles Scribner’s Sons. Im Folgejahr veröffentlichte Kiepenheuer & Witsch die deutsche Übersetzung von Frank Heibert.

## Inhalt

### Schöpfung
Originaltitel: Creation, erstveröffentlicht in: Antaeus, Frühjahr 1979
Ein Paar strandet auf einer karibischen Insel, nachdem ihre Rückflüge storniert worden sind. Wiederholte Versuche, sich auf eine Warteliste setzen zu lassen, haben nur einen Teilerfolg. Jill reist wegen dringender Termine alleine ab. Er bleibt mit einer Schicksalsgefährtin, einer Deutschen namens Christa, im Hotel zurück, wo sie die Nacht miteinander verbringen. Während er sich von den Umständen nicht ungerne treiben lässt, hat sie existenzielle Ängste, da ihr Geld zur Neige geht. Am nächsten Tag machen Gerüchte die Runde, das Flugzeug sei abgestürzt, doch es ist nur erneut storniert worden. Unverrichteter Dinge fahren beide zurück ins Hotel.

### Kleine Menschlichkeiten im Dritten Weltkrieg
Originaltitel: Human Moments in World War III, erstveröffentlicht in: Esquire, Juli 1983
Zwei Astronauten erleben auf einer Orbitalmission den Ausbruch des Dritten Weltkriegs. Kleine Menschlichkeiten an Bord, für die Mission nicht notwendige Alltagsgegenstände, sollen den Aufenthalt im All erträglicher machen. In der weltpolitischen Situation verliert ihre Mission an Bedeutung, ihre Bodenstation in Houston sendet nicht mehr, stattdessen haben sie Kontakt nach Colorado. Als sie menschliche Stimmen zu hören glauben, wird ihnen mitgeteilt, es handle sich nur um „selektive Geräuschentwicklung“. Der Ich-Erzähler reibt sich an seinem jüngeren Kopiloten namens Vollmer, vielleicht gerade weil dieser Überzeugungen ausspricht, die er selbst teilt, und dies mit einer Allerweltsstimme. Seit dem Ausbruch des Krieges hat Vollmer seine Suche nach poetischen Bildern für die Erde eingestellt. Schließlich verstummt er völlig und tut nichts anderes mehr, als zur Erde hinunterzuschauen.

### Der Läufer
Originaltitel: The Runner, erstveröffentlicht in: Harper’s, September 1988
Ein Läufer, der in einem öffentlichen Park trainiert, wird Zeuge einer Kindesentführung. Um das Unerklärliche zu erklären, erfindet seine ältere Nachbarin die Vorgeschichte eines Sorgerechtsstreits. Seine Zweifel wischt sie mit einem Verweis auf seine Unerfahrenheit beiseite. Nachdem er seinen Lauf beendet hat, erfährt er von Polizisten, dass die Mutter den Täter nicht kennt. Dennoch bestätigt er der Nachbarin ihre Geschichte, als er zu ihr zurückkehrt.

### Die Akrobatin aus Elfenbein
Originaltitel: The Ivory Acrobat, erstveröffentlicht in: Granta, Herbst 1988
Das Leben einer Lehrerin wird durch ein Erdbeben aus dem Gleichgewicht gebracht. Während die Menschen um sie herum bald schon wieder das alte Leben aufnehmen, kann sie die Angst vor Nachbeben und der existenziellen Bedrohung ihres Daseins nicht überwinden. Ein Kollege schenkt ihr eine kleine Statuette aus Elfenbein mit einem Motiv aus der minoischen Kultur: einem Stiersprung durch eine weibliche Akrobatin. In diesem sieht er ihre verborgene Geschmeidigkeit symbolisiert. Während sie die Figur zuerst wegräumt, erkennt sie in ihr später die Fortführung ihres Selbstgefühls und trägt sie immer bei sich.

### Der Engel Esmeralda
Originaltitel: The Angel Esmeralda, erstveröffentlicht in: Esquire, Mai 1994
Zwei katholische Nonnen leisten Sozialarbeit in der Bronx. Schwester Edgar hat ein traditionelles Religionsverständnis von Gesetzen und Verboten, Schwester Grace ist jünger, kämpferischer und auch wütender. Sie treffen auf Ismael Muñoz, der eine Gruppe von Straßenkindern anführt und für die verstorbenen Kinder der Nachbarschaft kleine Graffiti-Engel mit ihren Namen auf eine Wand sprayt, was die empörte Grace als kitschig zurückweist. Sie werden auf ein 12-jähriges Mädchen namens Esmeralda aufmerksam, das alleine auf der Straße lebt, doch es gelingt kein näherer Kontakt und eines Tages wird das Mädchen vergewaltigt und ermordet aufgefunden. Ismael verewigt sie auf seiner Graffitiwand.
Als das Gerücht von einer Vision von Esmeralda die Runde macht, lehnt Schwester Grace den Hokuspokus für die Armen ab, doch Edgar zeigt sich offen für Wunder und kann tatsächlich auf einer nächtlichen Plakatwand im Licht eines vorbeifahrenden Zuges das Gesicht Esmeraldas ausmachen, wenn es auch vielleicht nur von einem überklebten Plakat herrühren mag. Das Wunder zieht immer mehr Menschen an, bis die Stadtverwaltung dem chaotischen Treiben ein Ende bereitet und die Plakatwand überkleben lässt. Esmeralda ist nun nicht mehr zu sehen, das Wunder gerät in Vergessenheit, nur Schwester Edgar trägt ihr Bild weiter in ihrem Herzen. Gemeinsam mit Schwester Grace nimmt sie die tägliche Routine wieder auf.

### Baader-Meinhof
Originaltitel: Baader-Meinhof, erstveröffentlicht in: The New Yorker, 1. April 2002
Wie an vielen Tagen zuvor betrachtet eine Frau den Gemäldezyklus 18. Oktober 1977 über den Suizid von Andreas Baader, Gudrun Ensslin und Ulrike Meinhof von Gerhard Richter im Museum of Modern Art. Sie kommt ins Gespräch mit einem Mann, mit dem sie nur wenige Ansichten über Kunst, die abgebildeten RAF-Terroristen oder das Gefühl von Vergebung, das die Bilder in ihr auslösen, teilt. Trotzdem setzen sie ihr Gespräch in einer Bar, später in ihrer Wohnung fort. Als sie begreift, dass er erwartet, dass sie nun intim werden, will sie die Begegnung beenden, doch er verlässt ihre Wohnung trotz mehrfacher Aufforderung nicht. Sie schließt sich im Badezimmer ein und hört ihn masturbieren. Danach bittet er sie um Verzeihung und geht. Am nächsten Tag besucht sie erneut das Museum und sieht den Mann vor jenem Gemälde des Zyklus stehen, in dem sie ein Kreuzzeichen ausgemacht hat.

### Mitternacht in Dostojewskij
Originaltitel: Midnight in Dostoevsky, erstveröffentlicht in: The New Yorker, 30. November 2009
Zwei Studenten des Colleges einer nordamerikanischen Kleinstadt üben sich in Dialektik, indem sie alles, was ihnen begegnet, einem Streitgespräch unterziehen, so auch einen alten Mann mit der Kapuze eines Parkas, wie der lang aufgeschossene Todd behauptet, oder eines Anoraks, wie der Ich-Erzähler Robby dem entgegenhält. Ihr geistiger Mentor ist der Philosophieprofessor Ilgauskas, dessen Logik-Seminar sie mit Ehrfurcht besuchen. Als Robby hört, dass der Professor Tag und Nacht Dostojewski liest, tut er es ihm gleich. Sie erfinden Verbindungen des alten Mannes mit der Kapuze zu Ilgauskas, doch als Todd diese auf die Probe stellen und dem Fremden nicht nur nachschleichen, sondern ihn ansprechen will, widersetzt sich Robby dem Eindringen in dessen Privatsphäre. Ihr Streit bleibt zum ersten Mal nicht bloß theoretisch, sondern mündet in einer handfesten Prügelei. Am Ende geht nur noch Todd dem Fremden nach und der zurückbleibende Robby fragt sich, was diese Wendung ausgelöst hat.

### Hammer und Sichel
Originaltitel: Hammer and Sickle, erstveröffentlicht in: Harper’s, Dezember 2010
Jerold Bradway, der sich in die betrügerischen Geschäfte seines Vaters mit Firmenübernahmen hat verwickeln lassen, verbüßt eine Haftstrafe in einem Gefängnis für Wirtschaftskriminalität. Seine Kinder Laurie and Kate sieht er nur noch über einen Kanal des Kabelfernsehens, wo sie, offensichtlich angeleitet von ihrer Mutter, Wirtschaftsnachrichten für Kinder verlesen, dies jedoch in einem ungewöhnlich alarmistischen Tonfall, in dem bestimmte Phrasen immer wieder wiederholt werden. Bradways Zellengenosse glaubt, dass seine Ex-Frau ihm so eine Botschaft senden und sich für seine illegalen Geschäfte rächen will. Am Ende einer Folge skandieren die Kinder die Namen kommunistischer Vorkämpfer von Stalin bis Mao, und alle Wirtschaftsverbrecher im Fernsehsaal fallen ein, als seien die Ideologien, denen sie anhängen, austauschbar. In einem Phantasma träumt sich Bradway auf eine Brücke über dem Verkehr eines Highways, wo er sich auf ewig den Abgasen der freien Marktwirtschaft ausgesetzt glaubt.

### Die Hungerleiderin
Originaltitel: The Starveling, erstveröffentlicht in: Granta, Herbst 2011
Leo ist geschieden, lebt aber immer noch mit seiner Ex-Frau Flory in einem kleinen Apartment in New York. Nicht nur äußerlich sind die schlanke Frau und der schwergewichtige Mann grundverschieden. Während sie als Radiosprecherin arbeitet, hat Leo keine andere Beschäftigung, als den ganzen Tag in Kinos zu gehen und Filme anzuschauen. Früher hat er diese Besuche noch in Notizen verarbeitet, von denen Flory begeistert als seine Kulturchronik für künftige Generationen gesprochen hat. Jetzt hat er auch diese Tätigkeit eingestellt, und sie hat aufgehört, ihm die Haare zu schneiden. In den Kinos trifft er auf immer dieselbe Handvoll Gleichgesinnter, von denen er sich aber fernhält, bis er auf eine junge Frau aufmerksam wird. Im Gegensatz zum alles konsumierenden Leo scheint sie ein Faible für Raritäten und Kunstfilme zu haben, was ihn sie sich als Asketin vorstellen und mit dem Spitznamen „Hungerleiderin“ ausstatten lässt. Eines Tages folgt er ihr in die Bronx bis in die Damentoilette eines Kinos, wo er ihr eine lange Geschichte über einen japanischen Film erzählt, dessen Titel er vergessen hat. Sie fühlt sich unbehaglich und nützt den Eintritt einer anderen Besucherin zur Flucht. Leo fährt nach Hause, wo er Flory in einer bewegungslosen Yoga-Pose vorfindet.

## Ausgaben
- Don DeLillo: The Angel Esmeralda. Scribner, New York 2011, ISBN 978-1-4516-5584-1.
- Don DeLillo: Der Engel Esmeralda. Aus dem amerikanischen Englisch von Frank Heibert. Kiepenheuer & Witsch, Köln 2012, ISBN 978-3-462-04458-4.
- Don DeLillo: Der Engel Esmeralda. Gelesen von Christian Brückner. Parlando, Berlin 2012, ISBN 978-3-941004-39-9.